# Camouflage (Schminke)
Camouflage (frz. für Tarnung, auch kaschierende Schminke) sind Kosmetika, die im Vergleich zu herkömmlichen Schminken eine höhere Pigmentdichte aufweisen. Entsprechende Abdeckcremes, Rouge oder Puder decken zu 55 Prozent besser als übliche Kosmetik-Produkte. Zudem sind sie oft auf einer Wachs-Öl-Basis, die extrem deckend und resistent ist. Daher ist Camouflage besonders widerstandsfähig und hält auch Witterungseinflüssen oder körpereigenen Flüssigkeiten (Tränen, Schweiß) stand.

## Geschichte
Anfang des 20. Jahrhunderts entwickelte der polnisch-amerikanische Kosmetikunternehmer Max Factor zunächst Schminke für Hollywood. Sein Pan-cake wurde 1928 ehrenhalber von der Academy of Motion Picture Arts and Sciences ausgezeichnet, denn erst seine Innovationen ermöglichten die volle Ausnutzung der Licht- und Schattensensitivität des Panchromatic-Films. Um die Verbrennungen und Verletzungen von Soldaten während des Ersten Weltkrieges kaschieren zu können, entwickelte Factor gemeinsam mit plastischen Chirurgen eine Abdeckcreme.
1938 beauftragte das US-Verteidigungsministerium Max Factor damit, eine Palette von Farbtönen zur militärischen Anwendung zu entwickeln – es entstand unter anderem jungle green. In der Nachkriegszeit wurde Camouflage stetig weiterentwickelt und ist heute im Sortiment der meisten Makeuphersteller zu finden.

## Anwendung
Camouflage eignet sich vor allem zum Kaschieren von Feuermalen, Narben, Augenrändern, Altersflecken, Vitiligo, Krampfadern und Couperose. Weitere Einsatzgebiete sind sowohl das Abdecken von Tätowierungen als auch Gelegenheiten, bei denen ein langlebiges Make-up unter schwierigsten Bedingungen gefragt ist, wie etwa im Tanzsport, Synchronschwimmen oder beim Braut-Make-up.
Zur Überdeckung schwerwiegender Hautfehler, wie bei der medizinischen Camouflage, werden vor dem Camouflieren Komplementärfarben aufgetragen: Grün bei roten Verfärbungen, Orange bei bläulichen Flecken und Gelb bei lilafarbenen Verfärbungen der Haut. Schwarz, zum Beispiel bei Tätowierungen, kann durch Weiß abgedeckt werden. Dieser Vorgang wird auch als „Neutralisieren“ bezeichnet, daher auch der häufig verwendete Begriff Neutralizer.  Auch Unebenheiten werden vor dem Auftragen der Camouflage-Foundation (Grundierung) mittels eines plastischen Camouflage-Präparats ausgeglichen. Erst danach wird die eigentliche Camouflage-Creme dünn auf die betroffene Stelle aufgetragen und zu den Rändern hin mit einem Make-up-Schwämmchen ausgestrichen. Für die gute Haltbarkeit sorgt ein Fixierpuder oder -spray, das die Kosmetik abschließend versiegelt. Zur Entfernung gibt es spezielle Reinigungspräparate, die die hohe Pigmentdichte schonend auflösen.

## Psychologische Wirkung und medizinische Verwendung
Narben, Brandmale, Hautkrankheiten und -anomalien werden von den Betroffenen oft als entstellend wahrgenommen und sind häufig mit Scham verbunden. Besonders bei Kindern und Jugendlichen besteht ein hohes Risiko, durch Ausgrenzung und Mobbing psychische Schäden zu erleiden. In diesem Zusammenhang kann die Camouflierung den Patienten zu neuem Selbstbewusstsein verhelfen. Allerdings gilt Camouflage nicht als anerkanntes Heilmittel, deshalb werden die Kosten nicht immer von der Krankenkasse übernommen. Für eine Erstattung müssen Patienten neben einem ärztlichen Rezept oft ein psychologisches Gutachten vorlegen, das die Notwendigkeit der Camouflierung zur Abwendung psychischer Schäden bestätigt.